# Бромли (футбольный клуб)
Футбольный клуб «Бро́мли» (англ. Bromley Football Club) — английский профессиональный футбольный клуб из Бромли, города в одноименном округе на юго-востоке Большого Лондона. Домашние матчи клуб проводит на стадионе «Хейз Лейн» вместимостью 5000 человек, из которых только 1300 являются сидячими.
Выступает в Лиге 2, четвёртом по значимости дивизионе в системе футбольных лиг Англии.

## Достижения
- Южная Национальная лига, чемпион: 2014/15
- Истмийская лига, чемпион: 1908/09, 1909/10, 1953/54, 1960/61
- Афинская лига, чемпион: 1922/23, 1948/49, 1950/51
- Спартанская лига, чемпион: 1907/08
- Лондонская лига, второй дивизион, чемпион: 1896/97
- Любительский кубок Англии, обладатель: 1910/11, 1937/38, 1948/49
- Большой кубок Лондона, обладатель: 1909/10, 1945/46, 1950/51, 2002/03, 2012/13
- Большой кубок Кента, обладатель: 1949/50, 1976/77, 1991/92, 1996/97, 2005/06, 2006/07